# Giải bóng đá nữ Cúp Quốc gia (Việt Nam)
Giải bóng đá nữ Cúp Quốc gia (tiếng Anh: Women's National Cup) là giải bóng đá cấp câu lạc bộ dành cho nữ được tổ chức hàng năm tại Việt Nam.

## Lịch sử
Bóng đá nữ Việt Nam cho đến năm 2019 còn rất nhiều khó khăn như thiếu kinh phí, chưa được xã hội quan tâm nhiều... Bản thân các cầu thủ nữ, để có thể tham gia bóng đá, nhất là các giải chuyên nghiệp, gặp không ít khó khăn do các vấn đề về định kiến, bổn phận và trách nhiệm của người Phụ nữ. Dù còn nhiều khó khăn như vậy, nhưng trong những năm qua, người hâm mộ đã chứng kiến Bóng đá Nữ Việt Nam đã gặt hái được rất nhiều thành công trên đấu trường khu vực, đó cũng là lí do Giải bóng đá Nữ Cúp Quốc gia được ra đời. Giải bóng đá Nữ Cúp Quốc gia 2019 nằm trong hệ thống các giải bóng đá ngoài chuyên nghiệp Quốc gia sẽ khởi tranh từ ngày 22/5 đến 31/5, tại sân Yanmar Trung tâm đào tạo bóng đá trẻ Việt Nam (Hà Nội) với sự tham dự của 6 đội bóng gồm: Hà Nội, Phong Phú Hà Nam, Sơn La, Thành phố Hồ Chí Minh II, Trẻ Thành phố Hồ Chí Minh và TNG Thái Nguyên.
Với việc ra đời Giải bóng đá Nữ Cúp Quốc gia, giải bóng đá nữ VĐQG sẽ trở về thể thức League, tăng chất lượng các trận đấu, tạo sân chơi chuyên nghiệp và tăng cơ hội cọ xát tích lũy kinh nghiệm thi đấu cho các cầu nữ, qua đó tạo nguồn lực dồi dào cho các đội tuyển Quốc gia.
Tại giải bóng đá Nữ Cúp Quốc gia, 06 đội sẽ chia hai bảng (03 đội/bảng) thi đấu vòng tròn 01 lượt để tính điểm, xếp hạng. Đội xếp thứ Nhất ở hai bảng thi đấu trận Chung kết, Đội xếp thứ Nhì ở hai bảng thi đấu tranh hạng Ba, Đội xếp thứ Ba ở hai bảng thi đấu tranh hạng Năm.
Điểm đáng chú ý, ngay trong năm đầu tiên được tổ chức, giải bóng đá Nữ Cúp Quốc gia 2019 cũng đón nhận tin vui với sự đồng hành trên cương vị nhà tài trợ chính của Công ty trách nhiệm hữu hạn Thương mại Thái Sơn Nam, góp phần tạo sự khởi đầu đầy thuận lợi, hứa hẹn hấp dẫn cho một trong những sân chơi tiến tới chuyên nghiệp của bóng đá nữ Việt Nam.

## Bảng xếp hạng các câu lạc bộ đoạt cúp
| # | Mùa giải | Nơi đăng cai     | Vô địch                  | Á quân                   | Hạng ba                  |
| - | -------- | ---------------- | ------------------------ | ------------------------ | ------------------------ |
| 1 | 2019     | Hà Nội           | Phong Phú Hà Nam         | Hà Nội                   | TNG Thái Nguyên          |
| 2 | 2020     | Hà Nội           | Thành phố Hồ Chí Minh I  | Than Khoáng Sản Việt Nam | Hà Nội I Watabe          |
| 3 | 2021     | Hà Nội           | Thành phố Hồ Chí Minh I  | Hà Nội I Watabe          | Phong Phú Hà Nam         |
| 4 | 2022     | Hà Nội           | Thành phố Hồ Chí Minh I  | Hà Nội I                 | Than Khoáng Sản Việt Nam |
| 5 | 2023     | Hà Nội, Hưng Yên | Than Khoáng Sản Việt Nam | Hà Nội I                 | Phong Phú Hà Nam         |
| 6 | 2024     | Hà Nội           | Than Khoáng Sản Việt Nam | Thái Nguyên T&T          | Thành phố Hồ Chí Minh I  |

## Giải thưởng cá nhân
| Mùa giải | Cầu thủ xuất sắc nhất giải | Cầu thủ xuất sắc nhất giải | Thủ môn xuất sắc nhất giải | Thủ môn xuất sắc nhất giải | Cầu thủ ghi bàn nhiều nhất | Cầu thủ ghi bàn nhiều nhất | Cầu thủ ghi bàn nhiều nhất |
| Mùa giải | Cầu thủ                    | Câu lạc bộ                 | Cầu thủ                    | Câu lạc bộ                 | Cầu thủ                    | Câu lạc bộ                 | Số bàn thắng               |
| -------- | -------------------------- | -------------------------- | -------------------------- | -------------------------- | -------------------------- | -------------------------- | -------------------------- |
| 2019     | Phạm Hải Yến               | Hà Nội                     | Lại Thị Tuyết              | Phong Phú Hà Nam           | Phạm Hải Yến               | Hà Nội                     | 6                          |
| 2020     | Huỳnh Như                  | Thành phố Hồ Chí Minh I    | Trần Thị Kim Thanh         | Thành phố Hồ Chí Minh I    | Phạm Hải Yến               | Hà Nội I Watabe            | 5                          |
| 2021     | Huỳnh Như                  | Thành phố Hồ Chí Minh I    | Trần Thị Kim Thanh         | Thành phố Hồ Chí Minh I    | Phạm Hải Yến               | Hà Nội I Watabe            | 3                          |
| 2021     | Huỳnh Như                  | Thành phố Hồ Chí Minh I    | Trần Thị Kim Thanh         | Thành phố Hồ Chí Minh I    | Nguyễn Thị Hồng Cúc        | Phong Phú Hà Nam           | 3                          |
| 2021     | Huỳnh Như                  | Thành phố Hồ Chí Minh I    | Trần Thị Kim Thanh         | Thành phố Hồ Chí Minh I    | Nguyễn Thị Bích Thùy       | Thành phố Hồ Chí Minh I    | 3                          |
| 2022     | Bùi Thúy An                | Hà Nội I                   | Trần Thị Kim Thanh         | Thành phố Hồ Chí Minh I    | Phạm Hải Yến               | Hà Nội I                   | 4                          |
| 2022     | Bùi Thúy An                | Hà Nội I                   | Trần Thị Kim Thanh         | Thành phố Hồ Chí Minh I    | Nguyễn Thị Bích Thùy       | Thành phố Hồ Chí Minh I    | 4                          |
| 2023     | Nguyễn Thị Vạn             | Than Khoáng Sản Việt Nam   | Khổng Thị Hằng             | Than Khoáng Sản Việt Nam   | Nguyễn Thị Thanh Nhã       | Hà Nội I                   | 4                          |
| 2024     |                            |                            |                            |                            |                            |                            |                            |

## Các nhà tài trợ
| # | Mùa giải   | Nhà tài trợ          |
| - | ---------- | -------------------- |
| 1 | 2019       | Thái Sơn Nam         |
| 2 | 2020       | Không có nhà tài trợ |
| 3 | 2021       | Thái Sơn Bắc         |
| 3 | 2022, 2023 | Không có nhà tài trợ |